# ATP-toernooi van Tel Aviv
Het ATP-toernooi van Tel Aviv (ook bekend onder de naam Tel Aviv Open) is een tennistoernooi dat vanaf 2022 plaatsvindt op de ATP-Tour op indoor-hardcourtbanen van het Israel Tennis Center in de Israëlische stad Ramat HaSharon, nabij Tel Aviv. Tussen 1979 en 1996 vond er ook een toernooi plaats op de outdoor-hardcourtbanen.

## Finales

### Enkelspel
| Jaar      | Winnaar              | Runner–up            | Score in finale |
| --------- | -------------------- | -------------------- | --------------- |
| 2022      | Novak Djokovic       | Marin Čilić          | 6-3, 6-4        |
| 2021 1997 | Geen toernooi        | Geen toernooi        | Geen toernooi   |
| 1996      | Javier Sánchez       | Marcos Ondruska      | 6-4, 7-5        |
| 1995      | Ján Krošlák          | Javier Sánchez       | 6-3, 6-4        |
| 1994      | Wayne Ferreira       | Amos Mansdorf        | 7-6, 6-3        |
| 1993      | Stefano Pescosolido  | Amos Mansdorf        | 7-6, 7-5        |
| 1992      | Jeff Tarango         | Stephane Simian      | 4-6, 6-3, 6-4   |
| 1991      | Leonardo Lavalle     | Christo van Rensburg | 6-2, 3-6, 6-3   |
| 1990      | Andrei Tsjesnokov    | Amos Mansdorf        | 6-4, 6-3        |
| 1989      | Jimmy Connors        | Gilad Bloom          | 2-6, 6-2, 6-1   |
| 1988      | Brad Gilbert (3)     | Aaron Krickstein     | 4-6, 7-6, 6-2   |
| 1987      | Amos Mansdorf        | Brad Gilbert         | 3-6, 6-3, 6-4   |
| 1986      | Brad Gilbert (2)     | Aaron Krickstein     | 7-5, 6-2        |
| 1985      | Brad Gilbert         | Amos Mansdorf        | 6-3, 6-2        |
| 1984      | Aaron Krickstein (2) | Shahar Perkiss       | 6-4, 6-1        |
| 1983      | Aaron Krickstein     | Christoph Zipf       | 7-6, 6-3        |
| 1982      | Geen toernooi        | Geen toernooi        | Geen toernooi   |
| 1981      | Mel Purcell          | Per Hjertquist       | 6-1, 6-1        |
| 1980      | Harold Solomon       | Shlomo Glickstein    | 6-2, 6-3        |
| 1979      | Tom Okker            | Per Hjertquist       | 6-4, 6-3        |

### Dubbelspel
| Jaar      | Winnaars                          | Runners–up                          | Score in finale |
| --------- | --------------------------------- | ----------------------------------- | --------------- |
| 2022      | Rohan Bopanna Matwé Middelkoop    | Santiago González Andrés Molteni    | 6-2, 6-4        |
| 2021 1997 | Geen toernooi                     | Geen toernooi                       | Geen toernooi   |
| 1996      | Marcos Ondruska Grant Stafford    | Noam Behr Eyal Erlich               | 6-3, 6-2        |
| 1995      | Jim Grabb Jared Palmer            | Kent Kinnear David Wheaton          | 6-4, 7-5        |
| 1994      | Lan Bale John-Laffnie de Jager    | Jan Apell Jonas Björkman            | 6-7, 6-2, 7-6   |
| 1993      | Sergio Casal Emilio Sánchez       | Mike Bauer David Rikl               | 6-4, 6-4        |
| 1992      | Mike Bauer João Cunha Silva       | Mark Koevermans Tobias Svantesson   | 6-3, 6-4        |
| 1991      | David Rikl Michiel Schapers       | Javier Frana Leonardo Lavalle       | 6-2, 6-7, 6-3   |
| 1990      | Nduka Odizor Christo van Rensburg | Ronnie Båthman Rikard Bergh         | 6-3, 6-4        |
| 1989      | Jeremy Bates Patrick Baur         | Rikard Bergh Per Henricsson         | 6-1, 4-6, 6-1   |
| 1988      | Roger Smith Paul Wekesa           | Patrick Baur Alexander Mronz        | 6-3, 6-3        |
| 1987      | Gilad Bloom Shahar Perkiss        | Wolfgang Popp Huub van Boeckel      | 6-2, 6-4        |
| 1986      | John Letts Peter Lundgren         | Christo Steyn Danie Visser          | 6-3, 3-6, 6-3   |
| 1985      | Brad Gilbert Ilie Năstase (2)     | Michael Robertson Florin Segărceanu | 6-3, 6-2        |
| 1984      | Peter Doohan Brian Levine         | Colin Dowdeswell Jakob Hlasek       | 6-3, 6-4        |
| 1983      | Colin Dowdeswell Zoltán Kuhárszky | Peter Elter Peter Feigl             | 6-3, 7-5        |
| 1982      | Geen toernooi                     | Geen toernooi                       | Geen toernooi   |
| 1981      | Steve Meister Van Winitsky        | John Feaver Steve Krulevitz         | 3-6, 6-3, 6-3   |
| 1980      | Per Hjertquist Steve Krulevitz    | Eric Fromm Cary Leeds               | 7-6, 6-3        |
| 1979      | Ilie Năstase Tom Okker            | Mike Cahill Colin Dibley            | 7-5, 6-4        |

1979 · 1980 · 1981 · 1983 · 1984 · 1985 · 1986 · 1987 · 1988 · 1989 · 1990 · 1991 · 1992 · 1993 · 1994 · 1995 · 1996 · 1997 - 2021 · 2022
ITF-toernooien (mannen en vrouwen)

ATP-toernooien (mannen) – ATP-seizoen 2025

WTA-toernooien (vrouwen) – WTA-seizoen 2025

Voormalige toernooien mannen
Voormalige toernooien vrouwen
Voormalige amateurtoernooien